# Flosshilde Farra
I Flosshilde Farra sono una struttura geologica della superficie di Venere.